# Erik Heffer
John Erik Heffer, född 17 januari 1909 i Lund, död 1995, var en svensk reklamtecknare.
Han var son till målarmästaren Johan Heffer och Anna Hallberg och gift med Aase Lund. Heffer studerade teckning i Paris 1931 och 1936 samt i London 1936. Han var verksam som reklamtecknare vid Esselte 1929-1931 och vid Svenska telegrambyrån i Göteborg 1931-1933, Åhlén & Åkerlund 1933-1936 samt från 1936 vid Svenska telegrambyrån i Stockholm. Han  gjorde vykort, affischer och reklamteckningar och tilldelades första pris vid Svenska Sparbanksföreningens affischtävlan 1941. En av hans större uppdragsgivare var Statens Järnvägar och affischer för T-banestationerna i Stockholm. Några av hans reseaffischer utgavs på 2000-talet i nytryck.